# Aedas
Aedas est une agence d'architecture britannique formée en juin 2002[réf. souhaitée] par l'alliance des agences Abbey Holford Rowe et LPT, qui furent rejoints par l'agence TCN un mois plus tard. D'après le magazine britannique 'Building Design' c'était en 2011 la plus importante agence d'architecture du monde avec plus de 1 000 salariés.

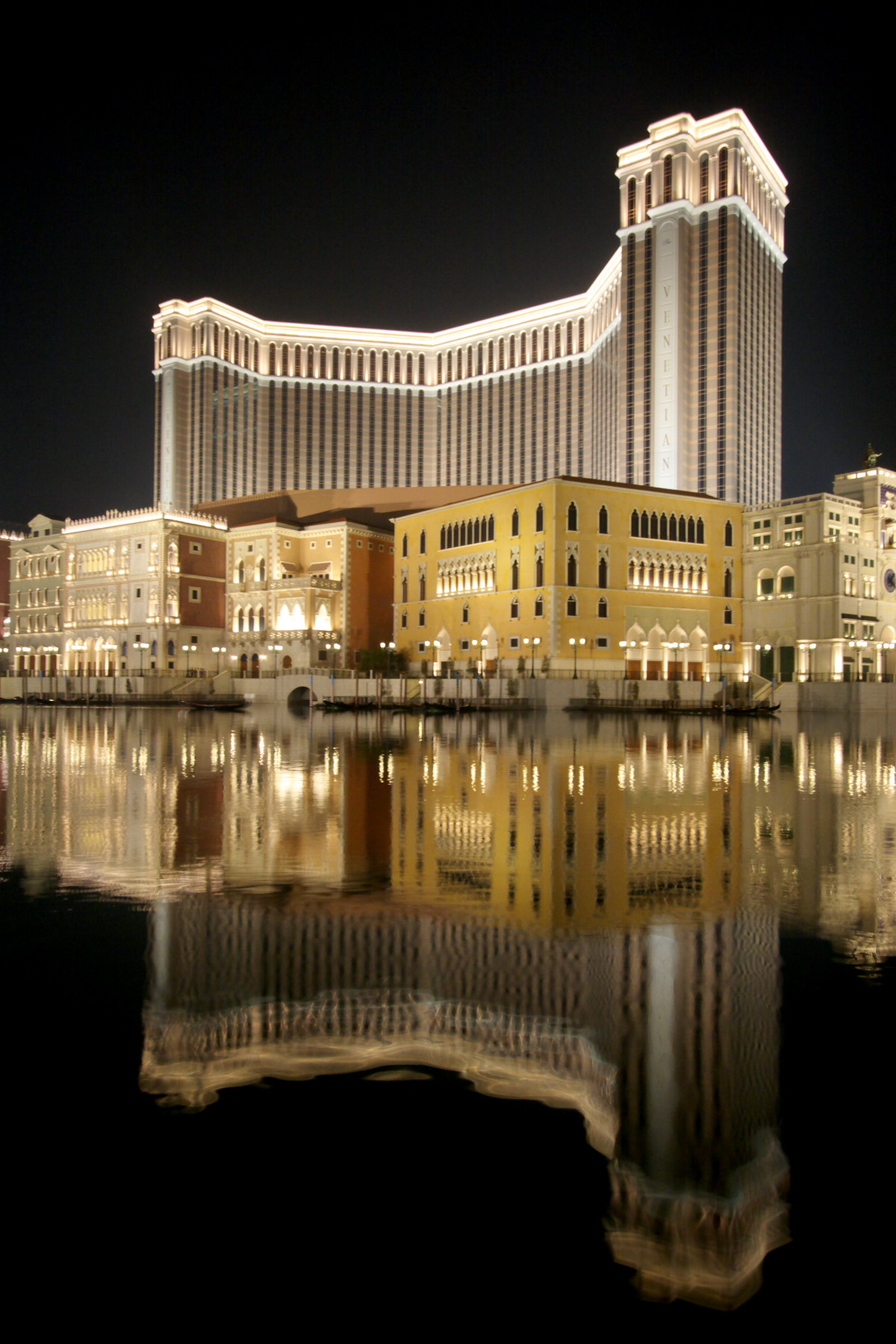
The Venetian (Macao)

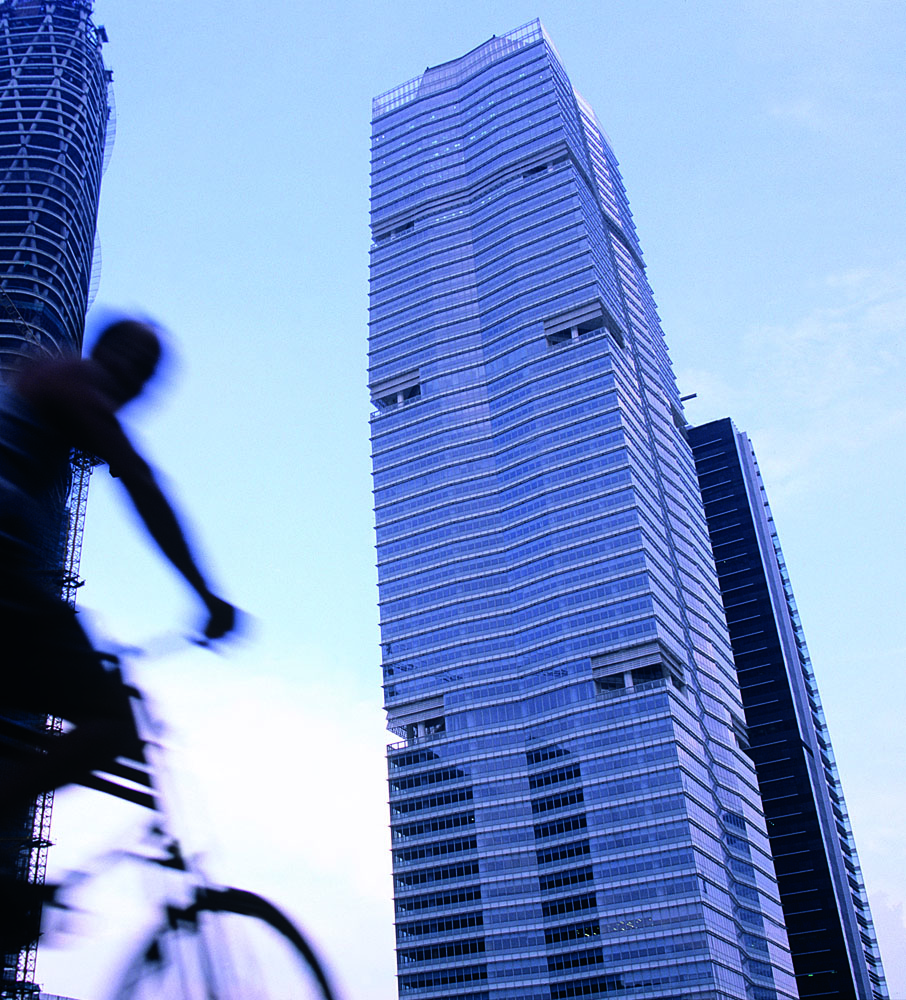
R&F Centre à Canton

Elle dispose de 31 antennes dans 20 pays différents dont le Royaume-Uni, les Émirats arabes unis, la Pologne, la Russie, Singapour, la Chine, l'Inde, l'Italie.  L'agence a conçu plus d'une vingtaine de gratte-ciel de par le monde.

## Quelques réalisations
- Ellery Terrace à Hong Kong, 2000
- Dalian Tian An à Dalian, Chine, 2000
- AIG Tower à Hong Kong, 2005
- West Tower à Liverpool, Royaume-Uni, 2007
- Bridgewater Place à Leeds, Royaume-Uni, 2007
- The Venetian, à Macao, Chine, 2007
- R&F Centre à Guangzhou, Chine, 2007
- Ocean Heights 1 à Dubaï, 2010
- 50 Connaught Road Central, à Hong Kong, 2011
- Boulevard Plaza, Dubaï, Émirats arabes unis, 2011
- Al Bahar Towers, Abou Dabi, Émirats arabes unis, 2012
- Evergrande Huazhi Residential Towers, Chengdu, Chine, 2015